# Арнаутито
Арнау́тито (болг. Арнаутито) — село в Старозагорській області Болгарії. Входить до складу общини Стара Загора.

## Населення
За даними перепису населення 2011 року у селі проживали 293 особи.
Національний склад населення села:
| Національність   | Кількість осіб | Відсоток |
| ---------------- | -------------- | -------- |
| болгари          | 256            | 91,1%    |
| турки            | 15             | 5,3%     |
| цигани           | 10             | 3,6%     |
| інша             | 0              | 0%       |
| не визначились   | 0              | 0%       |
| Всього відповіли | 281            |          |

Розподіл населення за віком у 2011 році:
Динаміка населення: